# Wapen van Aubel

Het wapen van Aubel

Het wapen van Aubel werd op 30 januari 1840 aan de Belgische gemeente Aubel, Luik toegekend.

## Geschiedenis
Het wapen is gebaseerd op een zegel uit de 15e eeuw en toont de beschermheilige van de gemeente: de heilige Hubertus. Het wapen is volledig in natuurlijke kleur.
Voor de heilige staat een van de legendes rondom Hubertus afgebeeld. Op Goede Vrijdag 683 moest hij van zijn vader gaan jagen, hij zag een groot hert en ging het achterna. Op het moment dat hij het dier wilde schieten verscheen er een lichtend kruis tussen het gewei en hoorde hij een stem dat hij naar Lambertus van Maastricht moest gaan. Mede door deze gebeurtenis is Sint Hubertus de patroonheilige van de jacht. 

## Blazoen
Het wapen wordt als volgt omschreven:
D'argent à un St-Hubert au naturel.
Het is van zilver met een voorstelling van de legende van Sint Hubertus in natuurlijke kleur (au naturel).